# Величко, Александр Иванович (артиллерист)
Алекса́ндр Ива́нович Вели́чко (12 сентября 1925 — 1 октября 2019) — участник Великой Отечественной войны, полный кавалер ордена Славы, командир отделения миномётной роты 50-го гвардейского стрелкового Ченстоховского Краснознамённого полка. Гвардии сержант на момент представления к награждению орденом Славы 1-й степени. Один из полных кавалеров ордена Славы, награждённых в годы войны четырьмя орденами Славы.

## Биография
Родился 12 сентября 1925 года на станции Бадам Казахской АССР в семье рабочего. По национальности украинец.
Окончил 9 классов средней школы в городе Арысь Чимкентской области и работал на железной дороге в Южном Казахстане.
Призван в армию Арысским РВК Южно-Казахстанской области в феврале 1943 года и был направлен на учёбу в Ташкентское пулеметно-минометное училище под Чирчиком, которое позже было передислоцировано в Термез.
В боях Великой Отечественной войны с августа 1943 года, при форсировании Днепра был тяжело ранен осколком снаряда в голову.
После излечения продолжил воевать в миномётной роте 50-го гвардейского стрелкового полка на 2-м и 3-м Украинских фронтах.
17 апреля 1944 года при форсировании реки Днестр и входе боя на его правом берегу у села Варницы (Новоаненский район, Молдавия) наводчик А. И. Величко под огнём противника обеспечил миномётный расчёт боеприпасами.
18 апреля при отражении контратак пехоты и танков из миномёта калибра 85 мм он уничтожил крупнокалиберный пулемёт и до 20 вражеских солдат.
Приказом по частям 15 гвардейской Харьковской стрелковой дивизии от 15 апреля 1944 года гвардии сержант Величко Александр Иванович награждён орденом Славы 3-й степени.
В период с 16 по 18 января 1945 года в боях при форсировании и прорыве обороны противника на реке Пилица командир миномётного отделения А. И. Величко поразил 2 огневые точки противника и 7 вражеских солдат, 5-х взял в плен.
21 января в районе Крайцбурга (ныне Ключборк, Польша) миномётный расчёт А. И. Величко отбил 2 контратаки противника.
Приказом по войскам 5-й гвардейской армии от 2 апреля 1945 года Величко Александр Иванович награждён орденом Славы 2-й степени.
16 апреля 1945 года при прорыве обороны противника в районе города Мускау А. И. Величко уничтожил 2 пулемётные точки противника и 7 вражеских солдат. Миномётный расчёт под его командованием одним из первых форсировал реку Нейсе и своим огнём поддержал переправу основных сил.
17 апреля в бою за город Вайсвассер (Германия) он подавил 2 пулемётные точки врага.
Указом Президиума Верховного Совета СССР от 27 июня 1945 года за образцовое выполнение боевых заданий командования на фронте борьбы с немецкими захватчиками и проявленные при этом доблесть и мужество Величко Александр Иванович награждён орденом Славы 1-й степени.
После увольнения в запас в 1950 году гвардии старшина Величко устроился на Ташкентское авиационное производственное объединение имени В. П. Чкалова, в 1955 году он окончил Ташкентский авиационный техникум и работал машинистом компрессорной установки.
Последние годы жизни А. И. Величко проживал в ташкентской махалле Махмур. Являлся последним живым кавалером четырёх Орденов Славы.
Награждён орденом Отечественной войны I степени (11.3.1985) и Славы 3-х степеней, медалями, в том числе «За отвагу» (15.02.1944).

## Награды
- Орден Славы ΙΙΙ степени (15.04.1944)
- Орден Славы ΙΙ степени (02.04.1945)
- Орден Славы Ι степени (27.06.1945)
- Орден Отечественной войны Ι степени (11.03.1985)
- Орден «За мужество» ІІІ степени (5 мая 2010 года, Украина) — по случаю 65-й годовщины Победы в Великой Отечественной войне 1941—1945 годов, за проявленное личное мужество и героизм в освобождении Украины от фашистских захватчиков[2]
- Медаль «За отвагу» (15.02.1944)